# Marita Lorenz

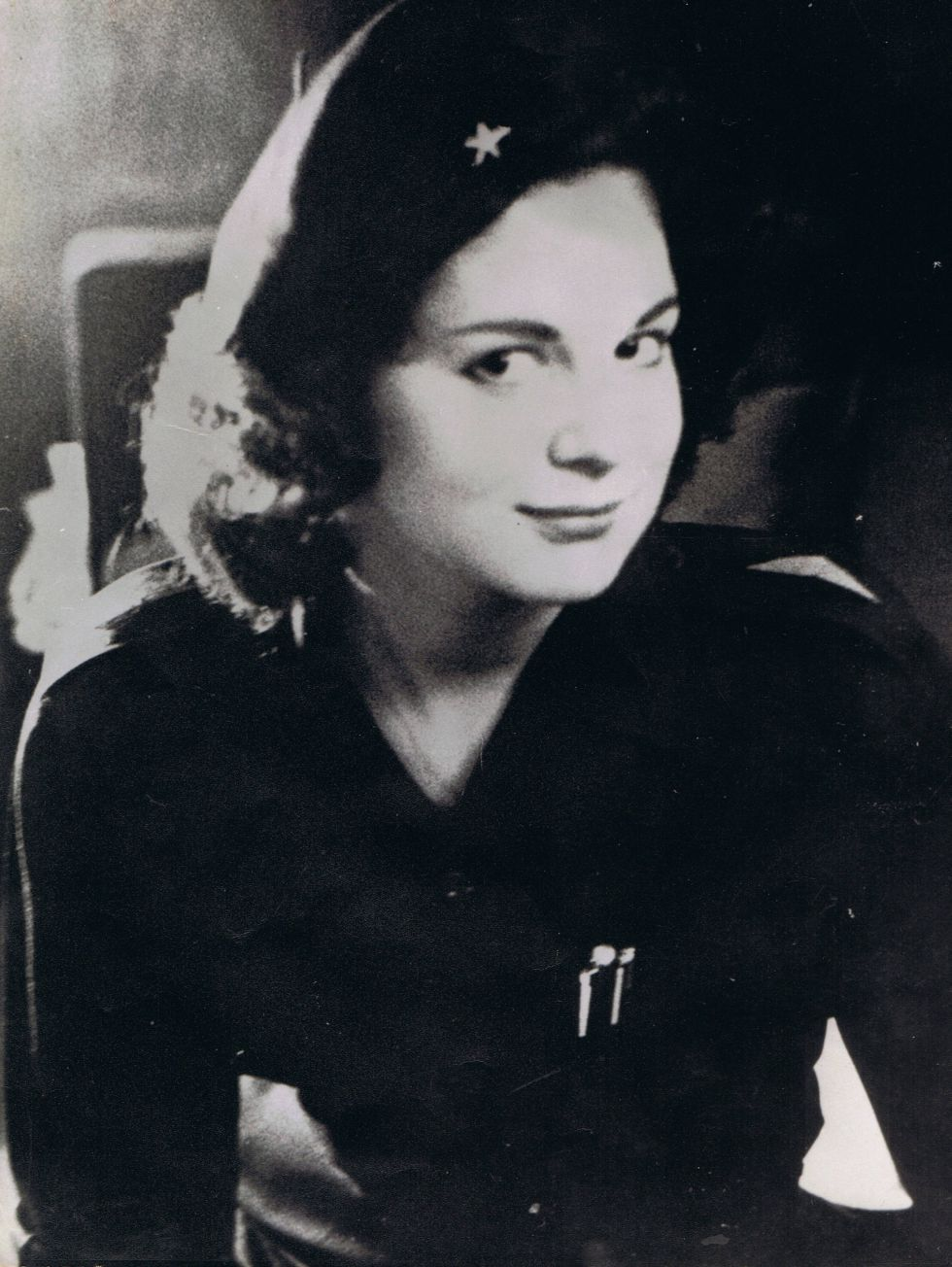
Marita Lorenz

Ilona Marita Lorenz (* 18. August 1939 in Bremen; † 31. August 2019 in Oberhausen) war eine Deutsche, die über Veröffentlichungen zu ihrer 1959 mehrere Monate unterhaltenen Liebesbeziehung zum Anführer der kubanischen Revolution, Fidel Castro, international bekannt wurde. 

## Biografie
Die Tochter von Kapitän Heinrich Lorenz (1898–1966) und der US-amerikanischen Tänzerin Alice June Lorenz geborene Lofland (1905–1970) verbrachte ihre Kindheit mit ihrer Mutter, dem berufsbedingt häufig abwesenden Vater und drei Geschwistern in Bremen. Im Zweiten Weltkrieg wurde die Mutter mehrmals vorübergehend unter Verdacht auf Spionage für Großbritannien und die USA in Deutschland verhaftet. Das Ende des Kriegs erlebten Mutter und Tochter wegen der Anschuldigung, dass Alice in Bremen an der Befreiung von Zwangsarbeitern mitgewirkt habe, im Konzentrationslager Bergen-Belsen. 
1959 befand sie sich auf einer Karibik-Kreuzfahrt an Bord der Berlin, auf der ihr Vater Kapitän war. Die Berlin legte kurz nach Ende der Kubanischen Revolution in Havanna auf Kuba an. Sie lernte Präsident Fidel Castro bei einem Bordbesuch kennen und wurde seine Geliebte.
Nach dem Ende dieser Beziehung wurde sie von der CIA rekrutiert und arbeitete mit militanten Castro-Gegnern in Florida zusammen. Sie ging zunächst zurück nach Deutschland, kehrte dann jedoch nach Miami zurück, um sich Frank Sturgis und E. Howard Hunt anzuschließen. Ersterer war Anführer der „Internationalen Anti-Kommunistischen Brigade“, der „Operation 40“, letzterer bei der CIA für Finanzierungen zuständig. Beide waren auch in den Watergate-Einbruch verwickelt. Marita Lorenz wurde von der CIA im Januar 1960 ausgesandt, Castro zu ermorden, führte das Vorhaben jedoch nicht aus.
Laut Aussage vor einem US-Gericht in einem Ehrverletzungsprozess kannte sie auch Lee Harvey Oswald und Jack Ruby. Sie gab dort unter Eid an, am Vortag des Attentats auf US-Präsident Kennedy sei ein Waffentransport nach Dallas erfolgt. Bei diesem sollen, neben anderen bekannten Personen der Gruppe 40, Orlando Bosch und Pedro Díaz Lanz zugegen gewesen sein, sowie in einem gesicherten Haus der CIA in Dallas Gerry Hemming, Frank Sturgis und die Novo-Brüder (darunter Guillermo Novo). Zu den Geschehnissen an den Vortagen des Attentats stehen sich die Aussagen von Marita Lorenz und der genannten Vertreter der anti-kubanischen terroristischen Opposition diametral gegenüber. Die Tatsache, dass sich Oswald und Hunt zum fraglichen Zeitpunkt nachweislich nicht an den von Lorenz angegebenen Orten befanden, lässt den US-amerikanischen Politikwissenschaftler John McAdams an der Glaubwürdigkeit ihrer Aussagen zweifeln. Zudem behauptet Lorenz, Oswald vor der versuchten Invasion in der Schweinebucht bei paramilitärischen Trainings in Florida und Mittelamerika begegnet zu sein. Dies kann ebenfalls nicht zutreffen, da Oswald sich von 1959 bis 1962 in der Sowjetunion aufhielt. Lorenz ist eine von mehr als zwanzig Personen, die Geständnisse und Aussagen über die wahren Täter des Kennedy-Attentats abgegeben haben. Die meisten davon schließen sich gegenseitig aus.
Nach dem nicht ausgeführten Anschlagsplan auf Fidel Castro stand sie in intimer Beziehung zum venezolanischen Diktator Marcos Pérez Jiménez, der im Exil lebte. Pérez stand mit Carlos Marcello und Meyer Lansky in Kontakt. Marita hat mit ihm eine Tochter, Mónica. Nach dem Tod vermachte Pérez Marita 5 Mio. US-Dollar, die von der CIA einbehalten worden sein sollen.
1993 schrieb sie mit Ted Schwarz ihre erste Autobiografie Marita. Im Jahr 2002 erschien ihre zweite Autobiographie mit dem Titel Lieber Fidel – Mein Leben, meine Liebe, mein Verrat unter Mitarbeit des deutschen Filmemachers Wilfried Huismann. Huismann drehte zudem einen 2000 veröffentlichten Dokumentarfilm über Marita Lorenz, Lieber Fidel – Maritas Geschichte. Unter Mitarbeit von Idoya Noain veröffentlichte Lorenz 2015 eine neue Version ihrer Autobiographie in spanischer Sprache. Im Januar 2016 wurde bekannt, dass eine Hollywood-Verfilmung ihres Lebens geplant sei.
Marita Lorenz verstarb am 31. August 2019 in Oberhausen an Herzversagen. Das ihr Leben aufgreifende Stück Alles ist wahr – Die neun Leben der Marita Lorenz wurde im Oktober 2019 am Theater Oberhausen uraufgeführt, wo es noch bis Frühjahr 2020 auf dem Spielplan stand.

## Veröffentlichungen
- Marita (mit Ted Schwarz), Goldmann, München 1994, ISBN 3442428335 (Übersetzung der englischsprachigen Originalausgabe von 1993)
- Lieber Fidel – Mein Leben, meine Liebe, mein Verrat (mit Wilfried Huismann), List Verlag, München 2001, ISBN 3471780793
- Yo fui la espía que amó al Comandante (mit Idoya Noain), Ediciones Península, Barcelona 2015, ISBN 978-84-9942-421-7